# 我存在的時間
《我存在的時間》，為日本富士電視台自2014年1月8日起至3月19日止播出的週三晚間十點檔（水十）。由三浦春馬主演。廣告標語為「活下去，就是需要覺悟。」

## 概要
三浦春馬主演冬季富士電視台水10劇集《我存在的時間》，故事講述大學四年級學生澤田拓人，父親是中規模醫院的院長，被父母期待成為醫生，但這份期待漸漸轉向他的弟弟。因為外型出眾和女性關係良好，但卻對愛情沒有自信，一直避開和別人深交。
拓人在經歷無數就職活動後找到一間內定錄取工作，在工作一年後正要以目前的工作為人生志向努力時，卻在工作的過程中發現自己患上肌萎縮性脊髓側索硬化症（ALS），俗稱漸凍人症，患上此病的人中樞神經系統內控制骨骼肌的運動神經元會慢慢退化，停止傳送訊息到肌肉，在不能運作的情況下，肌肉逐漸衰弱萎縮，到最後完全癱瘓，但大腦仍然健康保存記憶人格和智力。
在知道自己生命餘下時間無多的拓人，為了摸索殘生應走的方向而努力奮鬥，是一部感人的劇。三浦表示能在橋部敦子的劇中演出感到開心及光榮，會全情投入演這個背負著有限生命的主角，真實地演出當中的工作、朋友、戀人、家族關係，還有主角心底追求的東西。

## 演員陣容

### 青楓學院大學
澤田拓人（22）
演員：三浦春馬（幼年期：高橋駿介）
大學四年級學生→宮前家具社員。直至高中為止都順著父母的安排，父親期望拓人能當醫生，但拓人的成績不夠好，而無法實現。不知不覺中，拓人的身體開始呈現肌萎缩性脊髓侧索硬化症（ALS）的病徵。
本鄉惠（22）
演員：多部未華子
拓人的同年級學生，在單親家庭長大。在求職面試中受到拓人的幫助，才知道拓人是跟自己同學年、同系，但從沒見過的同學。
向井繁之（24）
演員：齋藤工
比拓人大兩屆的大學學生。
水島守
演員：風間俊介
拓人的好友。
村山陽菜（22）
演員：山本美月
小惠的好友。

### 澤田家
澤田陸人（18）
演員：野村周平
拓人的弟弟。代替哥哥以當醫生為目標求學，在難關醫科大學直接合格。相當輕視遭受挫折的哥哥。
澤田佐和子（56）
演員：原田美枝子
拓人與陸人的母親。在拓人學業遭受挫折後，轉而將愛心與關心全部投入到陸人身上。
澤田昭夫
演員：小市慢太郎
拓人與陸人的父親，山梨中央綜合醫院院長。為了避免輿論壓力而要求拓人到自己經營的醫院當事務職員。

### 其他人物
桑島堇
演員：濱邊美波
小學五年級學生，是拓人在兼職家教時教的學生。
宮下
演員：近藤公園
宮前家具打工店員。負責指導拓人。
今井保
演員：河原健二
小惠負責看護的ALS患者。
下平伸
演員：竹尾一真
宮前家具職員。在公司常幫忙拓人。
谷本和志
演員：吹越滿
關東醫科大學附屬神經內科醫生。有過許多治療ALS病患的經驗。做為一位主治醫師，與拓人保持著相當良好的醫病關係。
本鄉翔子（55）
演員：淺田美代子
小惠的母親。

### 客串人物
坂下柊二
演員：夕輝壽太（第1集）
跟拓人在同一所大學讀書，對人生感到悲觀，遂後自殺。
笠井伸一
演員：西山聰（第3集）
武藏綜合醫院整型外科醫生。將拓人出現的症狀診斷為頸椎症，但因經過觀察後病情並未改善，於是鼓勵拓人到關東醫科大學附屬醫院的神經內科就診。
鶴田由梨
演員：池田光咲（第4集）
HUMMING COFFEE店員。
永井
演員：坂口涼太郎（大結局）
與陸人在一樣的打工處認識，有著共同興趣的朋友。

## 工作人員
- 編劇：橋部敦子
- 音樂：出羽良彰、山田豐
- 主題曲：Rihwa「春風」（TOY'S FACTORY）[8]
- 應援歌：柚子（SENHA & Co.）[1]
- 應援歌: 柚子 「素顔のままで」 （SENHA & Co.）[2]
- 企劃編輯：中野利幸
- 製作人：橋本芙美、江森浩子、元村次宏
- 導演：葉山裕記、城寶秀則
- 製作：富士電視台
- 製作著作：共同電視

## 收視率
| 集數 | 標題                                                                  | 導演         | 首播日期      | 收視率 |
| ---- | --------------------------------------------------------------------- | ------------ | ------------- | ------ |
| 1    | （活在當下…與不治之症病魔對抗之青年的故事！！你能否竭盡所能活下去？） | 葉山裕記     | 2014年1月8日  | 11.2%  |
| 2    | （潛伏於倆人戀情進展中的病魔－！！）                                  | 葉山裕記     | 2014年1月15日 | 9.4%   |
| 3    | （為什麼是我…！？媽媽，救救我！）                                     | 葉山裕記     | 2014年1月22日 | 9.4%   |
| 4    | （正因為喜歡妳…。淚別！！）                                           | 城寶秀則     | 2014年1月29日 | 8.5%   |
| 5    | （向前走下去的覺悟，我絕對不會認輸！）                                | 城寶秀則     | 2014年2月5日  | 10.4%  |
| 6    | （為現今我力能所及之事勇敢踏出一步）                                  | 葉山裕記     | 2014年2月12日 | 9.2%   |
| 7    | （想要擁住只有倆人的時光！！）                                        | 城寶秀則     | 2014年2月19日 | 9.2%   |
| 8    | （請妳也認同我…曾經無數次的內心吶喊，終於對媽媽說出口了！）           | 八十島美也子 | 2014年2月26日 | 11.0%  |
| 9    | （爸，媽，謝謝你們！然後…）                                           | 葉山裕記     | 2014年3月5日  | 11.3%  |
| 10   | （最後的日記）                                                        | 城寶秀則     | 2014年3月12日 | 11.8%  |
| 11   | （生命的選擇）                                                        | 葉山裕記     | 2014年3月19日 | 9.8%   |

## 腳註
1. 1 2  RO69. . 2014-01-02  [2014-01-09]. （原始内容存档于2016-03-15）.
2. 1 2  第6話
3. ↑  FUJI TELEVISION NETWORK, INC. （页面存档备份，存于）（英文）
4. ↑  毎日新聞デジタル. . 2014-01-02  [2014-01-09]. （原始内容存档于2016-03-04）.
5. ↑  毎日新聞デジタル. . 2013-12-07  [2014-01-09]. （原始内容存档于2016-03-04）.
6. ↑  web ザ テレビジョン. . 2014-01-03  [2014-01-09]. （原始内容存档于2014-01-09）.
7. ↑  サンスポ. . 2014-01-06  [2014-01-09]. （原始内容存档于2015-10-24）.
8. ↑  ナタリー. . 2013-12-27  [2014-01-09]. （原始内容存档于2019-05-22）.
9. ↑  僕のいた時間 - スポニチ Sponichi Annex 芸能 的存檔，存档日期2014-01-06.、2014年2月6日閲覧。

## 外部連結
- （日語）日本官方網站
- （繁體中文）台灣官方網站

| 日本 富士電視台 水曜22時枠            | 日本 富士電視台 水曜22時枠                        | 日本 富士電視台 水曜22時枠 |
| ------------------------------------- | ------------------------------------------------- | -------------------------- |
|                                       | 我存在的時間 （2014.1.8－2014.3.19）              |                            |
| Legal high2 （2013.10.9－2013.12.18） | SMOKING GUN～決定的證據～ （2014.4.9－2014.6.18） |                            |

| 臺灣 MY 101綜合台 週一 22:00      | 臺灣 MY 101綜合台 週一 22:00             | 臺灣 MY 101綜合台 週一 22:00 |
| --------------------------------- | ---------------------------------------- | ---------------------------- |
|                                   | 我存在的時間 （2014.1.27 - 2014.04.07）  |                              |
| 推特男女 (2013.10.9 - 2013.12.18) | 我的野蠻媽咪 （2014.04.14 - 2014.06.16） |                              |

| 香港 Now101台 星期六 23:30 - 00:30 | 香港 Now101台 星期六 23:30 - 00:30           | 香港 Now101台 星期六 23:30 - 00:30 |
| --- | -------------------------------------------- | ---------------------------------- |
| | 我存在的時間 （2014.09.27 - 2014.12.06）     |                                    |
| 倒數第二次戀愛 （2014.04.19 - 2014.06.21） 倒數第二次戀愛 - 特別篇 （2014.06.28 - 2014.07.05） 再倒數第二次戀愛 （2014.07.12 - 2014.09.20） | 福家警部補的問候 （2014.12.13 - 2015.02.21） |                                    |